# Капитан государственной безопасности

Капита́н госуда́рственной безопа́сности — специальное звание сотрудников начальствующего состава НКВД и НКГБ СССР в период 1935—1945 годов (кроме военнослужащих войск НКВД и сотрудников Рабоче-крестьянской милиции НКВД СССР). Нижестоящее специальное звание — старший лейтенант государственной безопасности, следующее по рангу — майор государственной безопасности.
Специальное звание капитан государственной безопасности (3 прямоугольника [т. н. «шпалы»] в петлицах образца 1937—1943 годов) до 1940 года условно соответствовало воинскому званию полковник РККА (в период 1940—1943 годов — подполковник), после 1943 года — условно соответствовало воинскому званию капитан.

## История звания
Специальное звание капитан государственной безопасности было введено Постановлениями ЦИК СССР № 20 и СНК СССР № 2256 от 7 октября 1935 года, объявленных Приказом НКВД СССР № 319 от 10 октября 1935 года для начальствующего состава ГУГБ НКВД СССР.
Указом Президиума ВС СССР от 9 февраля 1943 года, вводившим специальные звания сотрудников органов НКВД сходные с общевойсковыми, звание капитан государственной безопасности было переведено в категорию специальных званий среднего начальствующего состава, и условно приравнено к воинскому званию капитан РККА (до этого оно условно соответствовало воинскому званию старшего командного состава РККА — подполковник).
Указом Президиума ВС СССР от 6 июля 1945 года, вводившим воинские звания для сотрудников органов НКВД и НКГБ СССР аналогичные общевойсковым, звание капитан государственной безопасности было упразднено.

## Персонажи в литературе и кинематографе
- Телесериал «Убить Сталина» — капитан госбезопасности Иван Бережной (Александр Домогаров).
- Сериал «Апостол» — капитан госбезопасности Алексей Иванович Хромов (Николай Фоменко).
- Книга В. О. Богомолова (под названиями «Убиты при задержании…», «Возьми их всех!» «Момент истины», «В августе сорок четвёртого») — капитан госбезопасности Алёхин.
- Одноимённый кинофильм — роль Евгения Миронова.